# Toriko Yoshikawa
Toriko Yoshikawa (japanisch 吉川 トリコ, * 19. Oktober 1977 in Hamamatsu, Präfektur Shizuoka) ist eine japanische Schriftstellerin. Sie lebt in Nagoya, Präfektur Aichi.

## Leben
Toriko Yoshikawa absolvierte das Kurzstudium für Literatur an der Aichi Shukutoku Tanki Daigaku (heute Teil der Aichi-Shukutoku-Universität), wo sie unter anderem bei Yoshinori Shimizu studierte.
Im Jahr 2004 gewann sie für die Kurzgeschichte Nemurihime (ねむりひめ, Dornröschen) den Großen Preis sowie den Publikumspreis des von Shinchōsha veranstalteten R-18-Literaturpreis von Frauen für Frauen. Im selben Jahr debütierte sie mit dem Erzählband Shabon (しゃぼん, Seifenblase) bei Shinchōsha.
2007 wurde ihr Roman Gummō Ebian! (グッモーエビアン!, Guten Morgen, Evian!) als Fernsehfilm adaptiert. Eine weitere Adaption erlebte ihr Werk Senjō no gāruzu raifu (戦場のガールズライフ, Schlachtfeld Mädchenleben) als Serie auf BS Fuji. 2012 wurde Gummō Ebian! landesweit als Kinofilm veröffentlicht.
Ab März 2013 veröffentlichte sie auf dem Webportal der Zeitung Chunichi Shimbun unter dem Titel Nagoya 16 wa (名古屋16話, 16 Geschichten aus Nagoya) eine Serie von Kurzgeschichten, die in Nagoya angesiedelt sind.
2021 wurde sie mit dem ersten PEP-Journalismuspreis in der Kategorie Meinung für ihren Essay Ryūzan aruaru sugoku iitai (流産あるあるすごく言いたい, Ich will unbedingt über Fehlgeburtserfahrungen sprechen) ausgezeichnet. 2022 erhielt sie für ihren Roman Yomei ichinen, otoko o kau (余命一年、男をかう, Noch ein Jahr zu leben – Ich kaufe mir einen Mann) den renommierten Shimase-Preis für Liebesgeschichten.

## Werke (Auswahl)

### Serien
- Marī Antowanetto no Nikki (マリー・アントワネットの日記, Tagebuch der Marie-Antoinette): Rose (2018), Bleu (2018), Berusaiyu no Yuri (2019)[2]

### Romane und Erzählungen
- Shabon (しゃぼん, Seifenblase), 2004
- Gummō Ebian! (グッモーエビアン!, Guten Morgen, Evian!), 2006
- Senjō no Gāruzu Raifu (戦場のガールズライフ, Schlachtfeld Mädchenleben), 2006
- C-kyū Furūtsu Pafe (C級フルーツパフェ, Fruchtparfait der C-Klasse), 2008
- Tokyo Neverland (東京ネバーランド, Tōkyō Neverland), 2012
- Midori no Mi (ミドリのミ, Das ‚Mi‘ in Midori), 2014
- Yomei ichinen, otoko o kau (余命一年、男をかう, Noch ein Jahr zu leben – Ich kaufe mir einen Mann), 2021
- Awanomanimani (あわのまにまに, Getrieben vom Schaum), 2023

## Auszeichnungen
- 2004: R-18-Literaturpreis von Frauen für Frauen (Großer Preis und Publikumspreis) für Nemurihime
- 2021: PEP-Journalismuspreis (Meinung) für Ryūzan aruaru sugoku iitai
- 2022: Shimase-Preis für Liebesgeschichten für Yomei ichinen, otoko o kau